# Leeds United Association Football Club 1991-1992
Questa voce raccoglie le informazioni riguardanti il Leeds United Association Football Club nelle competizioni ufficiali della stagione 1991-1992.

## Stagione
Nel corso del campionato il Leeds lottò a lungo per il titolo contro il Manchester Utd, riuscendo a prevalere con una gara di anticipo grazie ad una serie di risultati negativi ottenuti dagli avversari nelle gare di recupero. I Red Devils avevano eliminato la squadra ai quarti di finale di Coppa di Lega, turno al quale i Peacocks erano giunti eliminando Scunthorpe Utd dopo replay, Tranmere ed Everton. Sempre gli uomini di Alex Ferguson avevano estromesso il Leeds dalla FA Cup, vincendo l'incontro del terzo turno.

## Maglie e sponsor
Lo sponsor tecnico per la stagione 1991-1992 è Umbro, mentre lo sponsor ufficiale è Evening Post..
| 1a divisa | 2a divisa |

## Rosa
| N. |                             | Ruolo | Calciatore       |
| -- | --------------------------- | ----- | ---------------- |
|    | Inghilterra (bandiera)      | P     | Mervyn Day       |
|    | Galles (bandiera)           | P     | Neil Edwards     |
|    | Inghilterra (bandiera)      | P     | John Lukic       |
|    | Inghilterra (bandiera)      | P     | Paul Pettinger   |
|    | Inghilterra (bandiera)      | D     | Rob Bowman       |
|    | Inghilterra (bandiera)      | D     | Tony Dorigo      |
|    | Inghilterra (bandiera)      | D     | Chris Fairclough |
|    | Irlanda (bandiera)          | D     | Gary Kelly       |
|    | Inghilterra (bandiera)      | D     | Dylan Kerr       |
|    | Irlanda del Nord (bandiera) | D     | John McClelland  |
|    | Inghilterra (bandiera)      | D     | Jon Newsome      |
|    | Inghilterra (bandiera)      | D     | Mel Sterland     |
|    | Inghilterra (bandiera)      | D     | Ray Wallace      |
|    | Inghilterra (bandiera)      | D     | David Wetherall  |
|    | Inghilterra (bandiera)      | D     | Mike Whitlow     |
|    | Inghilterra (bandiera)      | D     | Chris Whyte      |
|    | Inghilterra (bandiera)      | C     | David Batty      |
|    | Inghilterra (bandiera)      | C     | Simon Grayson    |

| N. |                        | Ruolo | Calciatore                 |
| -- | ---------------------- | ----- | -------------------------- |
|    | Inghilterra (bandiera) | C     | Steve Hodge                |
|    | Inghilterra (bandiera) | C     | Chris Kamara               |
|    | Scozia (bandiera)      | C     | Gary McAllister            |
|    | Inghilterra (bandiera) | C     | Scott Sellars              |
|    | Inghilterra (bandiera) | C     | Glynn Snodin               |
|    | Galles (bandiera)      | C     | Gary Speed                 |
|    | Scozia (bandiera)      | C     | Gordon Strachan (capitano) |
|    | Inghilterra (bandiera) | C     | Mark Tinkler               |
|    | Inghilterra (bandiera) | C     | Andy Williams              |
|    | Inghilterra (bandiera) | A     | Tony Agana                 |
|    | Inghilterra (bandiera) | A     | Lee Chapman                |
|    | Inghilterra (bandiera) | A     | Bobby Davison              |
|    | Inghilterra (bandiera) | A     | Carl Shutt                 |
|    | Inghilterra (bandiera) | A     | Imre Váradi                |
|    | Inghilterra (bandiera) | A     | Rod Wallace                |
|    | Inghilterra (bandiera) | A     | Noel Whelan                |
|    | Francia (bandiera)     | A     | Éric Cantona               |